# Dengeki Comics
Dengeki Comics (電撃コミックス?, Dengeki Komikkusu) è un'etichetta editoriale giapponese appartenente alla ASCII Media Works (in precedenza nota come MediaWorks), che pubblica manga che mirano prevalentemente ad un pubblico maschile. Parallelamente alla Dengeki Comics, esiste poi un'etichetta secondaria chiamata Dengeki Comics EX, che pubblica manga con un minor numero di volumi complessivi. Una gran parte di manga pubblicati dalla Dengeki Comics è stata originariamente serializzata sulla rivista Dengeki Daioh.